# 高階富士夫

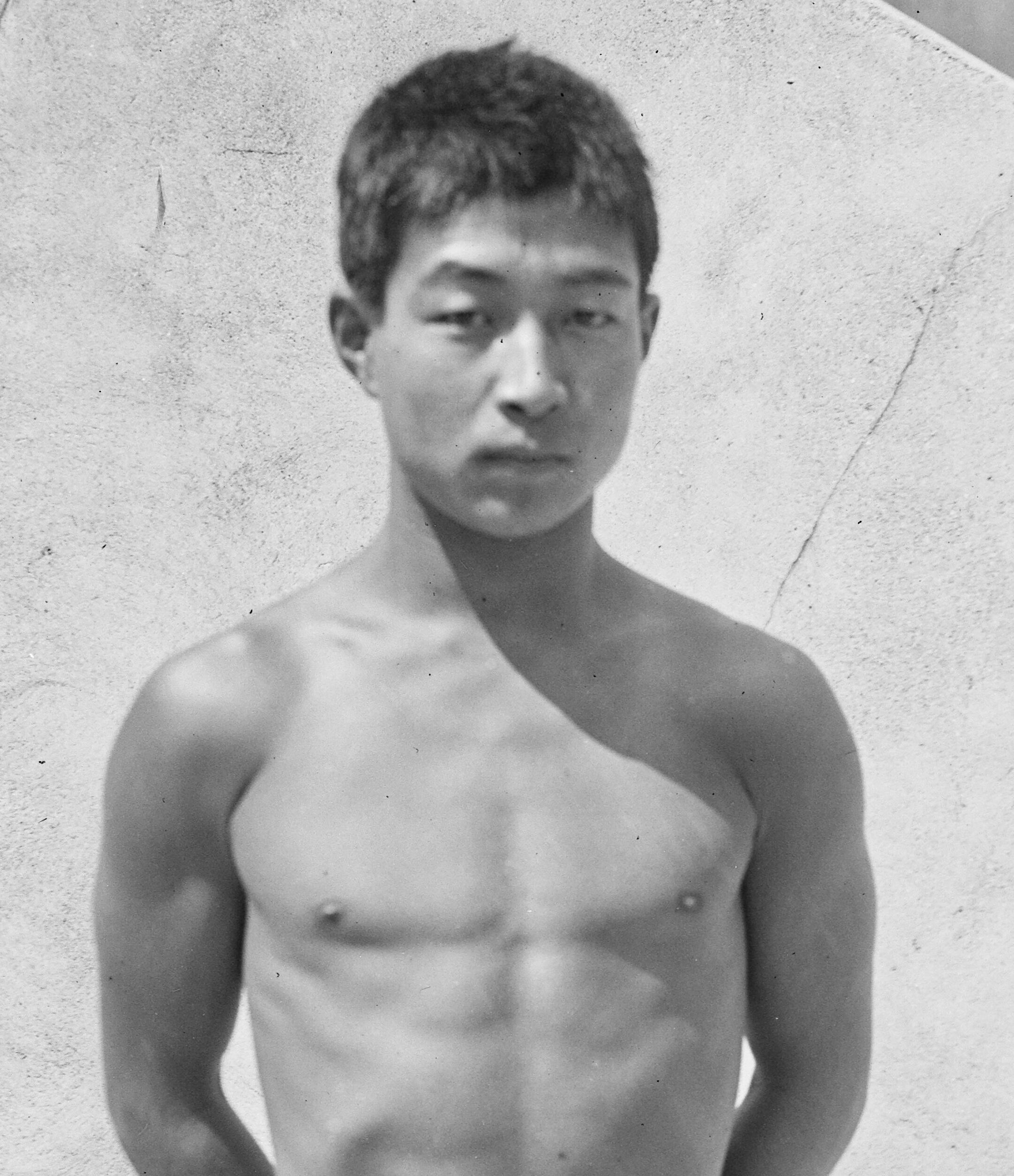

高階 富士夫（たかしな ふじお、1911年 - ?）は、日本の飛込競技選手。1928年アムステルダムオリンピックに出場した。のちに辻 富士夫（つじ ふじお）:20。

## 経歴
茨木中学校（現在の大阪府立茨木高等学校）在学中の1927年、第3回日本選手権水泳競技大会の3m飛板飛込で優勝。1928年アムステルダムオリンピックの飛込競技（飛板飛込）に参加、予選を通過して決勝に進出し、結果は9位であった (Diving at the 1928 Summer Olympics – Men's 3 metre springboard) 。
茨木中学校は、体育教諭杉本伝が指導に当たった水泳強豪校で、当時珍しい学校プールを擁し、高石勝男や石田恒信といったオリンピアンを輩出していた。アムステルダムオリンピックにも茨木中から入江稔夫（およびOBの高石）が選手として参加しており、杉本が飛込コーチとして参加している。
オリンピック飛込競技に初めて出場した日本選手は、1920年アントワープオリンピックの内田正練（高飛込）であるが、内田は競泳選手として赴いた現地で飛込競技への参加を決めている。日本のオリンピックの歴史上、高階は国内予選会を経て飛込競技に派遣された初の選手であり、また初の飛板飛込選手である。
その後旧制浪速高等学校（大阪大学の前身のひとつ）に進み、1929年の第5回日本選手権水泳競技大会の3m飛板飛込で2度目の優勝を果たしている。
1930年代も競技界で活動しており、1936年の『水泳』誌上にはリチャード・デゲナーに関する論考「デゲナーより何を得たか」を掲載、また飛込競技に関する座談会に出席している。
のちに辻姓となる:20。日本水泳連盟で理事を務め:73、機関誌『水泳』の編集者を務めたほか:79、水泳に関する著書がある。